# Parque Reforma
Parque reforma y/o Plaza reforma tal conocido oficialmente “Parque reforma” es unos de los parques de la ciudad de Coyutla, de la zona norte de Veracruz.
El parque reforma fue fundada hace mucho tiempo, Y el parque ha ido evolucionando por años. Y de ahora el parque contiene juegos infantiles, y un kiosco para apreciar la vista del parque.